# Петер Ліндгрен
Петер Едвін Ліндгрен (швед. Peter Edvin Lindgren; 13 грудня 1915 — 30 травня 1981) — шведський актор. Його численні ролі включають роль батька Лени у фільмах «Я допитлива — фільм у жовтому» (1967) і «Я допитлива — фільм у синьому» (1968).
Отримав нагороду за найкращу чоловічу роль на 16-й церемонії вручення премії «Золотий жук» за роль у фільмі «Я — Марія».
Батько актриси Моніки Нільсен.

## Вибрана фільмографія
- 1947 — Корабель йде в Індію